# Chácara Tatuapé
Chácara Tatuapé é um bairro da Zona Leste de São Paulo, pertencente ao distrito do Belém.
O bairro tem como acesso as avenidas Celso Garcia, Salim Farah Maluf e a estação Belém da linha 3 do metrô.
Abriga o Parque Estadual do Belém e desde 2015 abriga o maior kartódromo da cidade de São Paulo.